# ㆅ
ㆅは、ハングルを構成する子音字母のひとつ。現在は使用されない古いハングル字母であり、ㅎを重ねて作られている。呼称はサンヒウッ（쌍히읗、韓国）、トェンヒウッ（된히읗、北朝鮮）。/ㅎ/[h]の硬音を表したと推定されている。世祖以後（15世紀中葉）には表記法の変化により使用されなくなった。
『訓民正音』当時の濃音も含めた場合の配列順は、最初の「ㄱ」から20番目であった。

## 音韻
訓民正音初声体系の全濁の喉音に入れられており、訓民正音の世宗序では「ㅎ喉音如虚字初發聲、竝書如洪字初發聲」と規定されている。ここでいう全濁は朝鮮語では濁音（有声音）ではなく、当時においても硬音であったと考えられており、この字母は喉音/ㅎ/の硬音を表したと推定される。ただし、その現れる条件は限られており、必ず/ㅕ/ [jə]の前で使われ、ᅘᅧという語幹をもつ動詞としてのみ存在した。『円覚経諺解』（1465年）以降の正書法では単に혀で表記されたが、その音価は残っていたと考えられ、17世紀の文献にはᄻを使ってᄻᅧと記述された例が見られる。その後、/ㅆ/[s']または/ㅋ/[kʰ]へと音韻変化した。
なお訓民正音によれば全濁であるため、理論上、終声に用いれば「入声」となるとされていたが、ㆅが終声に用いられた例は歴史的に皆無であり、終声ㆅはUnicodeにも未収録である。

## 字形
『訓民正音解例』制字解に、全清字を各自並書（同じ字母の並書）すると全濁となるが、喉音のみは次清字を並書したとある。その理由は全清字のㆆは声が深くて凝ずることができなく、ㅎの方が声が浅くて凝ずることができるからだという。

## 文字コード
| 名称                       | 種類   | コード | HTML実体参照コード | 表示 |
| HANGUL LETTER SSANGHIEUH   | 単体字 | U+3185 | &#12677;           | ㆅ   |
| HANGUL CHOSEONG SSANGHIEUH | 初声用 | U+1158 | &#4440;            | ᅘ   |